# Lawsonovo kritérium

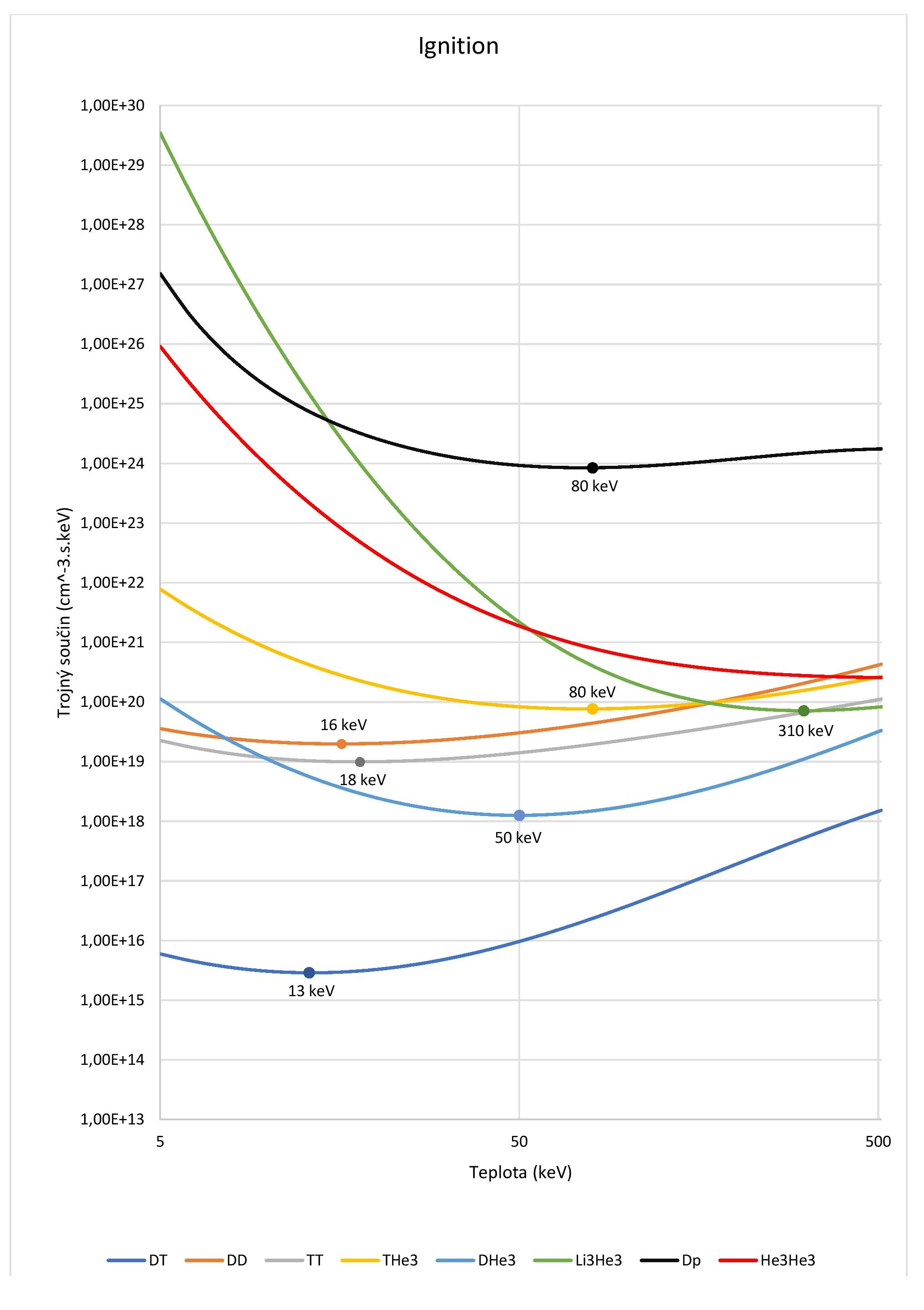
Každá křivka představuje spojnici bodů, ve kterých je splněno Lawsonovo kritérium Ignition pro různé fúzní reakce. Vyznačená minima jsou teploty, za kterých je kritérium nejsnáze dosažitelné.

Lawsonovo kritérium vyjadřuje energetickou bilanci reakce jaderné fúze.

## Původní formulace
Britský fyzik J. D. Lawson publikoval v roce 1955 (odtajněno 1957) původní vyjádření kritéria energetické bilance fúzních elektráren, čímž byl dán základ pro reálné šance na využití jaderné fúze v energetice. V tomto článku zavádí parametr R, kterým vyjadřuje poměr uvolněné energie ku energii dodané.
{\displaystyle R={\frac {tP_{R}}{tP_{B}+3nkT}}={\frac {P_{R}/3n^{2}kT}{P_{B}/3n^{2}kT+1/nt}}}
PR vyjadřuje získaný výkon, PB ztráty energie. Obě tyto hodnoty jsou závislé na druhé mocnině hustoty n2 a parametr R se tak stává funkcí teploty, hustoty a času. Původní Lawsonova formulace zahrnuje dobu trvání výboje t, zatímco v dnešním tvaru se počítá s dobou udržení 𝜏E. Při podmínkách pro uskutečnění termojaderné fúze se materiál paliva nachází ve skupenství plazmatu. Doba udržení 𝜏E je poměr energie plazmatu {\displaystyle W_{P}} ku ztrátovému výkonu PL.
Následně počítá s účinností návratu energie do systému 1/3, z čehož plyne kritérium R>2.
{\displaystyle \eta (R+1)>1,\eta =1/3}
Původní formulace odvozená z této bilance má tvar:
{\displaystyle nt={\frac {24kT}{<\sigma _{v}>E_{F}}}[m^{-3}.s]}
EF vyjadřuje energii získanou fúzní reakcí, <σv> je fúzní reaktivita.

## Fúzní reaktivita
Fúzní reaktivita {\textstyle <\sigma _{v}>} charakterizuje fúzní palivo, hodnota reaktivity je závislá na teplotě T. Hodnotu určujeme pomocí metodik, které vychází z experimentálně naměřených dat. Zmíněné metodiky dochází ke srovnatelným hodnotám reaktivit, nejvíce různých reakcí popisuje metoda polynomu.
Některé z metodik pro stanovení fúzní reaktivity:
- Bucky[3]
- Bosch-Hale[4]
- (NRL) Naval Research Lab[3]
- Draco[3]
- Metoda polynomu[2]

## Druhy kritérií
V současné době se rozlišují tři rovnice Lawsonova kritéria pro různé energetické rovnováhy:
- Scientific Breakeven (vědecké vyrovnání) - výkon uvolněný fúzní reakcí se rovná výkonu ohřevu plazmatu. Energetická bilance popsaná tímto kritériem se týká pouze plazmatu a nezahrnuje další procesy, např. účinnost přeměny uvolněného výkonu na výkon technicky využitelný.
- Ignition (zapálení) - fúzní výkon přenášený alfa částicemi zachycenými v plazmatu vyrovnává ztráty plazmatu. Plazma se tak samo ohřívá a vnější ohřev plazmatu již není potřebný. Energetická bilance popsaná tímto kritériem se týká pouze plazmatu a nezahrnuje další procesy, stejně jako v předchozím případě.
- Engineering Breakeven (inženýrské vyrovnání) - stav, kdy hrubý elektrický výkon elektrárny po odpočtu vlastní spotřeby elektrárny přesáhne příkon potřebný k ohřevu plazmatu. Na rozdíl od vědeckého vyrovnání tato energetická bilance zahrnuje celou elektrárnu[5]. Pokud je kritérium splněno, fúzní elektrárna je energeticky zisková a může dodávat energii do rozvodné sítě. Pokud příkon ohřevu zahrneme do vlastní spotřeby elektrárny, pak je kritérium obvyklou energetickou bilancí elektrárny, ve které se čistý výstupní výkon rovná rozdílu hrubého výkonu a vlastní spotřeby.

## Seznam fúzních reakcí

### Neutronové reakce:
{\displaystyle {\ce {D + T -> ^{4}He + n + 17,6 MeV}}}
{\displaystyle {\ce {D + D -> ^{3}He + n + 3,27 MeV}}}
(produkty reakce D+D mohou být {\textstyle {\ce {^{3}He + n}}}, nebo {\textstyle {\ce {T + p}}} s pravděpodobností 50:50)
{\displaystyle {\ce {T + T -> ^{4}He + 2n + 11,33 MeV}}}
{\displaystyle {\ce {T + ^{3}He -> ^{4}He + n + p + 12,1 MeV}}}

### Aneutronové reakce:
{\displaystyle {\ce {D + D -> T + p + 4,03 MeV}}}
{\displaystyle {\ce {D + ^{3}He -> ^{4}He + p + 18,35 MeV}}}
{\displaystyle {\ce {^{6}Li + ^{3}He -> 2^{4}He + p + 16,9 MeV}}}
{\displaystyle {\ce {D + p -> ^{3}He + \gamma + 5,49 MeV}}}
{\displaystyle {\ce {^{3}He + ^{3}He -> ^{4}He + 2p + 12,86 MeV}}}
{\displaystyle {\ce {p + ^{11}B -> 3^{4}He + 8,7 MeV}}}

## Lawsonovo kritérium

### pro stav Ignition
Vyjádření požadavku na rovnost mezi energií uvolněnou alfa částicemi a ztrátovým výkonem PL (alfa částice nesou 1/5 uvolněného fúzního výkonu PF, protože hmotnost neutronu, který uniká z magnetického pole tokamaku a odnáší 4/5 uvolněné energie pryč, je ve srovnání s hmotností alfa částice přibližně pětinová, a platí zákon zachování hybnosti):
{\displaystyle P_{\alpha }\geq P_{L}}{\displaystyle 0,2P_{F}\geq P_{L}}
Ztrátový výkon:{\displaystyle P_{L}={\frac {3nkTV}{\tau _{E}}}}Fúzní výkon:{\displaystyle P_{F}={\frac {n^{2}<\sigma _{v}>}{4}}VE_{F}}Dosazení do bilance výkonů:{\displaystyle {\frac {n^{2}<\sigma _{v}>E_{F}}{20}}\geq {\frac {3nkT}{\tau _{E}}}}{\displaystyle n\tau _{E}\geq {\frac {60kT}{<\sigma _{v}>E_{F}}}[m^{-3}.s]}Upravení do tvaru tzv. trojného součinu:{\displaystyle nT\tau _{E}\geq {\frac {60kT^{2}}{<\sigma _{v}>E_{F}}}[m^{-3}.K.s]}Odstraněním Boltzmannovy konstanty převedeme z jednotky kelvin do jednotky elektronvolt:{\displaystyle nT\tau _{E}\geq {\frac {60T^{2}}{<\sigma _{v}>E_{F}}}[m^{-3}.eV.s]}

### pro stav Scientific breakeven
{\displaystyle nT\tau _{E}\geq {\frac {10T^{2}}{<\sigma _{v}>E_{F}}}[m^{-3}.eV.s]}

### pro stav Engineering breakeven
{\displaystyle nT\tau _{E}\geq \Omega _{i}{\frac {60T^{2}}{<\sigma _{v}>E_{F}}}[m^{-3}.eV.s]}
Koeficient {\displaystyle \Omega _{i}} vyjadřuje účinnost, se kterou dokáže elektrárna přeměnit výkon uvolněný fúzní reakcí na výstupní výkon celého systému. Při teoretické 100% účinnosti ({\displaystyle \Omega _{i}}=1) by kritérium inženýrské rovnováhy bylo shodné s kritériem ignition.
Kriteriální rovnice se mohou uvádět i ve tvaru počítajícím s průměrnou teplotou {\displaystyle {\bar {T}}}, ta je při předpokladu parabolického průběhu rovna poloviční hodnotě teploty T (maximální teplota v palivu), rovnice tak nabývá tvar:
{\displaystyle n{\bar {T}}\tau _{E}\geq \Omega _{i}{\frac {120{\bar {T}}^{2}}{<\sigma _{v}>E_{F}}}[m^{-3}.eV.s]}

## Faktor zesílení Q
{\displaystyle Q={\frac {P_{F}}{P_{H}}}}
Pro hodnocení energetické bilance fúzních reaktorů se používá faktor zesílení. Faktor zesílení je poměr fúzního výkonu {\textstyle P_{F}} ku výkonu ohřevu {\displaystyle P_{H}}. Hodnota faktoru Q=1 je významnou hranicí, kdy začíná docházet k energetickému zisku, tento bod znamená dosažení stavu scientific breakeven (vědecké vyrovnání) nebo jen zkráceně breakeven. Tokamak JET dosáhl v roce 1997 faktoru zesílení Q=0,67, cílem současného projektu ITER je dosažení Q=10. Pro budoucí projekt demonstrační fúzní elektrárny DEMO se uvažuje hodnota až Q=25. NIF 14. prosince 2022 ohlásil, že dosáhl Q=1,54.
Maximální dosažitelná hodnota faktoru zesílení je závislá na poloměru a síle magnetického pole konkrétního reaktoru. Zatím nelze zkonstruovat malý reaktor, který bude funkčním modelem budoucí fúzní elektrárny. Nejprve je nutné na menších (energeticky ztrátových) zařízeních postupně získávat zkušenosti a následně bude možné investovat do vybudování demonstrační elektrárny DEMO o plných rozměrech.

## Závěr
Z Lawsonova kritéria plyne, že nejsnáze dosažitelná je fúzní reakce deuteria a tritia ({\displaystyle {\ce {DT}}} reakce), při teplotě okolo 160 mil. stupňů. {\displaystyle {\ce {DT}}} patří mezi reakce, během kterých dochází k produkci neutronů. Produkce neutronů ve fúzním reaktoru způsobuje aktivaci materiálů konstrukce a komplikuje tak významně jeho provoz. Reakce, při kterých neutrony nevznikají, jsou pro energetiku mnohem vhodnější, ale z Lawsonova kritéria vyplývá, že je k jejich dosažení potřeba mnohem vyšších parametrů reaktoru.